# Reginmar
Reginmar († 30. September 1138) war von 1121 bis 1138 Bischof im Bistum Passau.
Reginmars Herkunft ist unbekannt. Er förderte die Klöster und gründete die Abteien Aldersbach (1120), Asbach (1125), Ranshofen (1125), Klosterneuburg (1133), Heiligenkreuz (1134) und Altenmarkt (1138).
Zugleich weitete er das Pfarrnetz der Diözese aus. Erst jetzt wurden immer mehr klar abgegrenzte Sprengel mit einem eigenen Pfarrer festgelegt, womit die Eigenkirchen an Bedeutung verloren.
Reginmar arbeitete eng mit Markgraf Leopold III. von Österreich zusammen. Im September 1135 verzichtete der Markgraf in Greifenstein zugunsten des Bischofs auf die Zehnten von 13 Eigenpfarren. Mit seinem Nachfolger Leopold IV. schloss er 1137 den Tauschvertrag von Mautern: Dem Bischof wurde vom Markgraf die Wiener Pfarre mit der Peterskirche übergeben, der Markgraf erhielt dafür ausgedehnte Ländereien um Wien mit Ausnahme eines Geländes außerhalb der Stadtmauer, wo eine große neue Pfarrkirche gebaut werden sollte, aus der später der Stephansdom hervorging.
Die Annalen von Kloster Melk und andere Klosterchroniken kritisieren Reginmars weltlichen Lebenswandel sowie seine Benachteiligung der Weltpriester.